# Szlovák filmművészet

## Történeti áttekintés

### A kezdetektől 1945-ig
A mai Szlovákia területén először egészen korán, 1896. december 25-én vetítettek filmet Pozsonyban, a Palugyai Szálló vívótermében. Ennek ellenére az első szlovák filmre 1921-ig kellett várni. Az amerikai szlovákok Chicagóban alapítottak filmstúdiót Tatra Film Corporation néven, amely finanszírozta a szlovák népi hős, Jánošík történetének filmrevitelét. A filmet Daniel és Jaroslav Siakel' készítette el, ez az egyetlen fennmaradt szlovák némafilm. Chicago után bemutatták Zsolnán és Prágában is, de a szélesebb közönség csupán 1975-ben láthatta.
A két világháború között több dokumentumfilm is készült. Karol Plicka nevéhez fűződnek a legigényesebb darabok. Mivel Plicka etnográfus volt, ezért dokumentumfilmjei is a népművészetet örökítették meg. Legjelentősebb alkotását A föld énekel (Zem spieva) címmel 1933-ban forgatta le. Az első Szlovák Köztársaság létrejöttével a szlovák filmgyártás a hivatalos ideológiához igazodott. Bár a Nástup című filmhíradó a fasiszta ideológia kiszolgálója volt, de segítette a szlovák filmes tradíció kialakulását.

### A csehszlovák filmművészet részeként
A második világháború után az újra egyesült Csehszlovákiában a cseh és a szlovák filmek gyakran nehezen elkülöníthetők. 1946-ban a cseh Martin Frič megrendezte az Óvakodj…! (Varúj…!) című filmet a szlovák Ivan Stodola A juhász felesége című színdarabjának alapján. A film elkészítése jelentős részben Paľo Bielik érdeme. Nemcsak a főszerepet játszotta el, hanem a forgatókönyvírásban és a rendezésben is segített. Innen egyenes út vezetett Bielik saját filmjéhez, melyet 1948-ban készített el Farkasverem (Vlčie diery) címmel. Ezt a filmet tekintik az első szlovák hangosfilmnek. A Farkasverem a szlovák nemzeti felkelésről szól, ezért Bielik később politikailag támogatott rendező lett. A filmet sokan kritizálták sematizmusa miatt, ami általánosan jellemzi a kor csehszlovák filmjeit. Bielik később még jó pár háborús filmet forgatott. Az 1950-es évek filmjeire jellemző, hogy mondanivalójukkal a hivatalos ideológiához asszisztáltak. 1961-ben Stanislav Barabáš Dal a szürke galambról (Pieseň o sivom holubovi) című filmjével az örök témához, a szlovák nemzeti felkeléshez nyúlt vissza, de megpróbált a sematizmussal szakítani, felemás sikerrel.
Az 1962-es év a csehszlovák film történetében jelentős fordulatot hozott: a Csehszlovák Kommunista Párt 12. kongresszusán megtagadta a sematizmust és ezzel új korszakot nyitott. A liberálisabb légkörben feléledt a csehszlovák film. Ján Kadár és Elmar Klos az 1960-as A halál neve Engelchen (Smrt si ríká Engelchen) után 1962-ben megrendezte az Üzlet a korzón (Obchod na korze) című filmet, mely maradt a háborús témánál, de szakított a korábbi ábrázolásmóddal. Ezért a filmért Csehszlovákia Oscar-díjat kapott. 1962-ben készült egy másik, talán még ennél is fontosabb film. Štefan Uher rendezte, Nap a hálóban (Slnko v sieti) címmel, mely az első új hullámos film volt az egész Csehszlovákiában. A Szlovák Kommunista Párt nemtetszését fejezte ki a filmmel kapcsolatban, de a csehek kiálltak a film mellett, így azt végül bemutathatták.
Uherrel egy időben tűnt fel Martin Hollý és Peter Solan. Mind a hárman Prágában tanulták a filmrendezést, és mindhárman új színt vittek a szlovák film történetébe. A Nap a hálóban című film évében Solan megrendezte legjobb filmjét A bokszoló és a halál (Boxer a smrť) címmel, Hollý pedig elkészítette A hollóút (Havrania cesta) című alkotást.
1965-ben Stanislav Barabáš megrendezte a A mezítlábasok harangját (Zvony pre bosých), melyben a szlovák nemzeti felkelést vitte újból filmre, de végérvényesen szakított az idealizálással. (Barabáš később emigrálásba kényszerült.)
A hatvanas évek végén újabb hármas tűnt fel a szlovák film történetében: Juraj Jakubisko, Elo Havetta és Dušan Hanák.
Ők is Prágában végeztek, és első filmjeiken erősen érződik az új hullám energiája. Hanák domkumentumfilmek után rendezte meg a 322 című filmjét, Jakubisko három filmet készített - köztük a Madarak, árvák, bolondok (Vtáčkovia, siroty a blázni), Havetta pedig a Mulatság a füvészkertben (Slávnosť v botanickej záhrade) című filmjével debütált. Ekkor azonban válaszul a prágai tavaszra Csehszlovákia és a Szovjetunió szövetségi szerződést írt alá 1970. május 6-án, ami nagy mértékben lelassította a filmművészetet is. Újra megkötötték a rendezők kezét. Jakubisko következő filmjeit betiltották, Havetta második filmjének dobozba zárása mellett kényszerült abbahagyni a rendezést.

## Külső hivatkozások
- Siakel Jaroslav (rendező) Jánosík Archiválva 2012. március 6-i dátummal a Wayback Machine-ben, 1921. (Videóklip)
- Plicka Károly (rendező) A föld énekel Archiválva 2010. június 5-i dátummal a Wayback Machine-ben, 1933. (Videóklip)
- Uher Stefan (rendező) Nap a hálóban Archiválva 2010. június 5-i dátummal a Wayback Machine-ben, 1963. (Videóklip)
- Kadár Ján, Klos Elmar (rendezők) Üzlet a korzón Archiválva 2015. október 18-i dátummal a Wayback Machine-ben, 1965. (Videóklip)
- Hanák Dušan (rendező) 322 Archiválva 2010. június 5-i dátummal a Wayback Machine-ben, 1969. (Videóklip)
- Jakubisko Juraj (rendező) Madarak, árvák, bolondok Archiválva 2010. június 5-i dátummal a Wayback Machine-ben, 1969. (Videóklip)

## Fordítás
Ez a szócikk részben vagy egészben  a   Cinema of Slovakia című angol Wikipédia-szócikk fordításán alapul.  Az eredeti cikk szerkesztőit annak laptörténete sorolja fel. Ez a jelzés csupán a megfogalmazás eredetét és a szerzői jogokat jelzi, nem szolgál a cikkben szereplő információk forrásmegjelöléseként.